# Агмен
Агмен — маршевое, походное построение войска. 

## История
У древних греков расчленение на отдельные отряды, лежавшее в основе боевого построения, сохранялось и в походе.
Движение совершалось или одной, или несколькими колоннами (πορεία μονοφαλαγγία, διφαλαγγία и так далее), обыкновенно отделениями, идущими одно за другим (επαγωγή), а иногда так, что всё войско шло в одной линии, один отряд бок о бок с другим (παραγωγή).
Различные роды оружия располагались в том или другом порядке, сообразно условиям местности.. При отступлении самым обыкновенным расположением был четырехугольник, со всех сторон прикрытый гоплитами.
Древние римляне совершали походное движение так, что во всякое время могли построиться к бою; для этого каждый солдат должен был оставаться при своем отряде, в сомкнутом строю, чтобы не оказывалось ни пробелов, ни скучивания. Но так как слишком растянутое построение (agmen longissimum) легко может быть прорвано и отдельные, далеко один от другого отстоящие отряды не могут скоро прибыть на помощь друг другу, то шли широкими колоннами, устраняя тем возможность обхода флангов и нечаянных нападений сбоку и с тылу. В то же время отряды всадников и легковооруженных рассылались во все стороны для наблюдения и прикрытия. Багаж (impedimenta) шел обыкновенно непосредственно за каждым отрядом (), но его удаляли в средину, если ожидали неприятельского нападения (). Сверх того, в пути каждый солдат нёс на себе 60 фунтов поклажи, поэтому Цезарь называет ее onus, хотя настоящее название её sarcinae. Кроме оружия поклажу эту составляли кожаный ранец (pera, folliculus), наполненный пшеницей на срок от 2 до 4 недель, орудия для земляных работ (rutrum, лопата), серп для фуражировок (faix ad pabulandum) и, наконец, несколько (даже до 12,) жердей для устройства окопов.
Если надо было сражаться, солдаты складывали свою поклажу в одну кучу (sarcinas conferre). Иногда они не успевали этого сделать вследствие внезапного нападения, и тогда подчас теряли бодрость, потому что должны были сражаться impediti agmine и sub sarcinis.